# Gestión organizacional Transcompleja
La Gestión organizacional Transcompleja o Gerencia organizacional Transcompleja, es un proceso integral que implica la planificación, organización, dirección y control de los recursos y actividades dentro de una organización con el objetivo de alcanzar sus metas y objetivos establecidos. Es un campo multidisciplinario que combina aspectos de administración, psicología, sociología y economía, entre otros.
La Gestión Organizacional transcompleja ha evolucionado a lo largo del tiempo, y sus fundamentos se remontan a las primeras teorías de administración desarrolladas por pensadores como Frederick Taylor, Henri Fayol y Max Weber a principios del siglo XX. Estos teóricos sentaron las bases de la gestión científica, la teoría clásica de la administración y la teoría de la burocracia, respectivamente. Posteriormente, surgieron otras corrientes y enfoques como la teoría de las relaciones humanas, la teoría de sistemas y la gestión por procesos, que enriquecieron el campo de la Gestión Organizacional y la gerencia organizacional transcompleja.

## Teorías y enfoques en la gerencia organizacional
A lo largo de la historia, han surgido diversas teorías y enfoques en el campo de la gestión organizacional. Algunos de los enfoques más conocidos incluyen:
- Enfoque clásico: basado en los principios de la administración científica de Frederick Taylor y la teoría de la administración de Henri Fayol. Se centra en la eficiencia y la estructuración jerárquica de las organizaciones.
- Enfoque de las relaciones humanas: surge como una crítica al enfoque clásico y destaca la importancia de las relaciones humanas en el entorno laboral. Pone énfasis en la motivación, la comunicación y el bienestar de los empleados.
- Enfoque sistémico: considera a la organización como un sistema complejo e interdependiente, donde los cambios en una parte afectan al todo. Se centra en la interacción entre los componentes internos y externos de la organización
- Enfoque de la calidad total: se basa en la mejora continua y la satisfacción del cliente. Destaca la importancia de la calidad en todos los procesos y actividades de la organización.

## Aplicaciones de la Gerencia Organizacional transcompleja
La Gestión o gerencia organizacional transcompleja tiene una amplia gama de aplicaciones en diferentes áreas, entre las que se incluyen:
- Gestión de Recursos Humanos: Comprende la contratación, capacitación, evaluación del desempeño y desarrollo de los empleados.
- Gestión Financiera: Involucra la administración de los recursos financieros de la organización, incluyendo la planificación presupuestaria, el control de costos y la gestión de inversiones.
- Gestión de Operaciones: Se enfoca en la planificación y control de los procesos y actividades relacionadas con la producción de bienes y servicios.
- Gestión del Cambio: Busca implementar cambios organizacionales de manera efectiva, minimizando la resistencia y maximizando la adopción de nuevas prácticas.
- Gestión de la Calidad: Tiene como objetivo garantizar la excelencia en los productos y servicios de la organización, a través de la implementación de estándares de calidad y la mejora continua.

## Importancia de la gestión organizacional
La gestión organizacional proporciona una estructura y un marco de trabajo para coordinar y aprovecharlos recursos disponibles, maximizar la productividad y lograr los objetivos establecidos.Además, la gestión organizacional fomenta la adaptabilidad y la innovación, permite tomar decisiones fundamentadas, promueve la eficiencia operativa y contribuye a la creación de un entorno de trabajo colaborativo y motivador.